# Bocca (unità di misura)
La bocca era usata anticamente come unità di misura.
Per il calcolo della popolazione le persone venivano contate come bocche, per la stima delle imposte ogni membro della famiglia era una bocca, escluso il capo famiglia che era una testa: le imposte venivano calcolate sulla testa e per ogni bocca esistevano delle detrazioni fiscali possibili.
La bocca del sale invece rappresentava sia chi doveva pagare l'imposta sul sale, sia la quantità di sale pro capite.
Infine in agricoltura la bocca era l'unità di consumo rappresentata da ciascun membro della famiglia.
Questa unità veniva utilizzata nel calcolo della suddivisione dei prodotti dell'annata, in relazione anche all'età e al sesso. I termini precisi della spartizione dipendevano dalle usanze locali, ma di norma si tenevano in conto gli uomini maggiori di 18 anni per una bocca intera, le donne per metà e i bambini per un terzo, la metà o tre quarti a seconda dell'età.
Rimane traccia di questa unità nei modi di dire, come ad esempio "a casa ho tre bocche da sfamare".